# Brèche de Roland
Die Brèche de Roland (spanisch Brecha de Rolando, aragonesisch Breca de Roldán; deutsch auch Rolandsbresche) ist eine Scharte auf einer Höhe von 2807 m in den Pyrenäen an der Grenze des Départements Hautes-Pyrénées, Frankreich, und der aragonischen Provinz Huesca, Spanien. Die Lücke ist 40 m breit und wird auf beiden Seiten um 100 m von steilen Felswänden überragt.

## Beschreibung
Die Scharte befindet sich im Hauptkamm der Pyrenäen, wo der spanische Nationalpark Ordesa y Monte Perdido auf der südlichen Seite der Grenze und der französische Nationalpark Pyrenäen aneinandergrenzen. Nördlich des Bergeinschnitts liegen die Reste des kleinen Gletschers Glacier de la Brèche und nordöstlich davon die steilen Klippen des Cirque de Gavarnie.
Im Rolandslied wird über einen Feldzug Karls des Großen im Jahr 778 nach Spanien erzählt, die Bresche sei vom Grafen Roland mit seinem Schwert Durendal aus dem Berg gehauen worden, als er versucht habe, das Schwert nach seiner Niederlage in der Schlacht von Roncesvalles zu zerstören.
Die Scharte kann ausgehend von der nahe gelegenen Berghütte Refuge des Sarradets (2587 m) nach etwa einer Stunde Aufstieg erreicht werden, auf der Südostseite liegt das Refugio de Góriz (rund 2200 m). Der Übergang vom Refugio de Góriz zum Refuge des Sarradets über die Brèche de Roland dauert rund 4 Stunden.

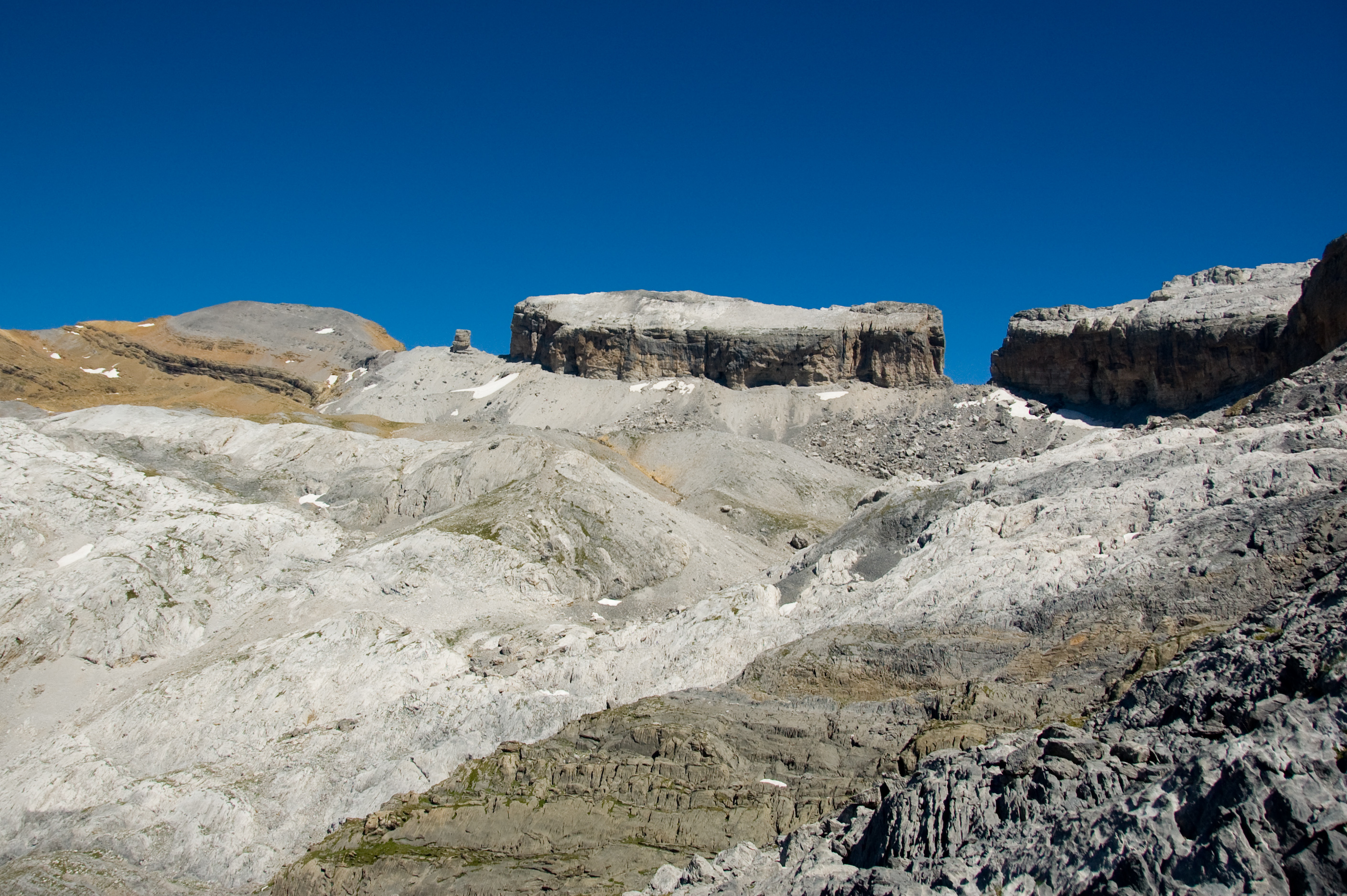
Brèche de Roland, von der spanischen Seite gesehen
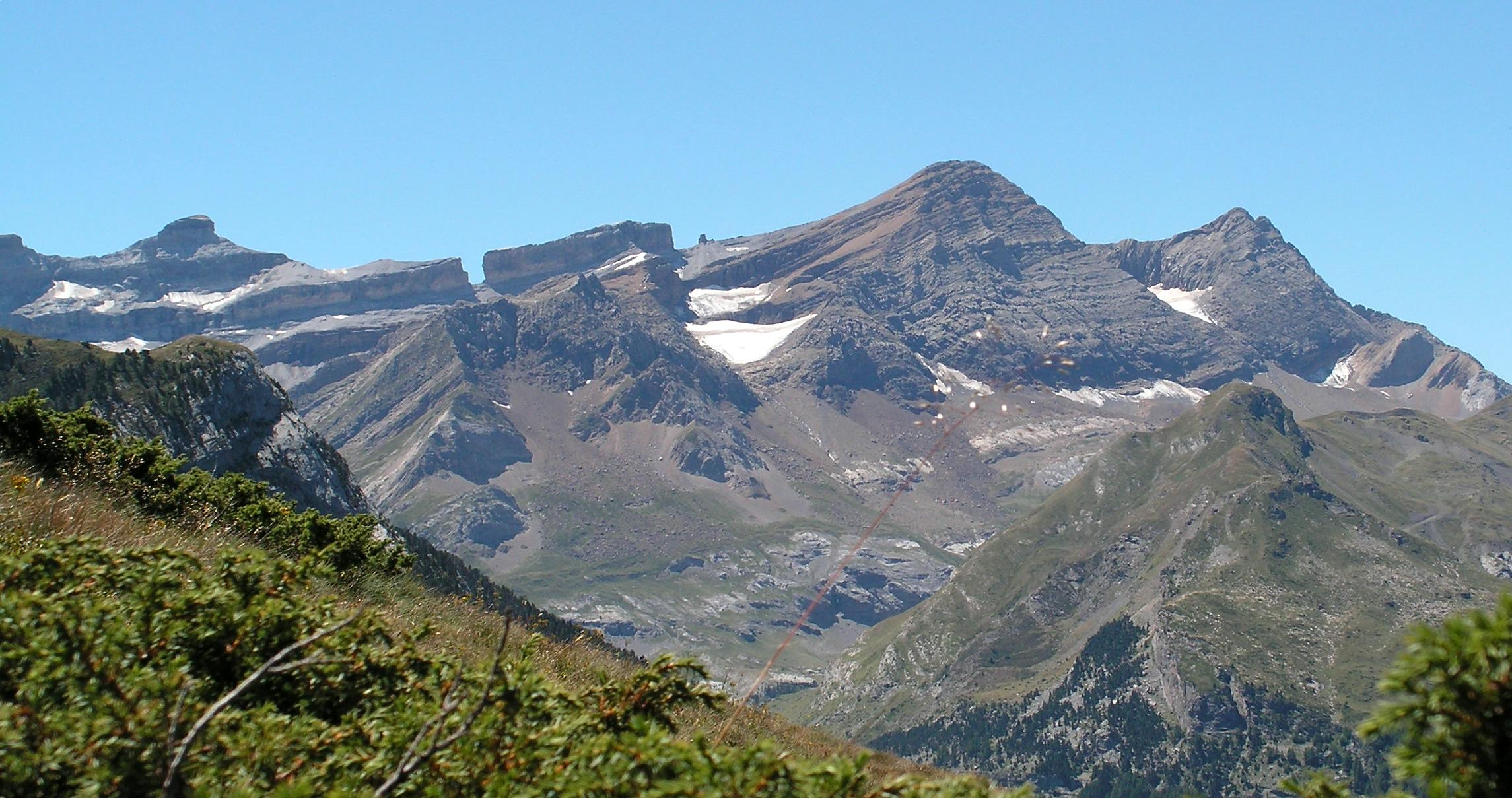
Rolandsscharte von Norden